# کنتون (سیگار)
کنتون (Kenton) یک برند آلمانی سیگار بود که در آلمان شرقی تولید می‌شد.

## تاریخ
کنتون در انواع «ترکیب معطر» (آبی)، «منتول» (نعنایی) (سبز) و «ترکیب آمریکایی» موجود بود. «ترکیب آمریکایی» بعداً به "کیفیت برتر" (قرمز) تغییر نام داد. سیگارها فیلتر داشتند و طول آن‌ها ۸۵ میلی‌متر بود. قیمت خرده فروشی ۳٫۲۰ مارک آلمان در سال ۱۹۸۹ بود. بسته‌بندی کنتوت به صورت یک بسته نرم سفید با نوارهای مورب با رنگی مشابه بود. این سیگارها در دهه ۱۹۸۰ توسط شرکت بولگارتاباک (نام آن به معنی: تنباکوی بلغار) در بلاگووگراد شد.